# Taveta (bướm đêm)
Taveta  là một chi bướm đêm thuộc họ Erebidae.

## Các loài
- Taveta eucosmia Hampson, 1926 (Kenya, Madagascar, Malawi)
- Taveta syrnix Fawcett, 1916 (East Africa)